# Makoto Azuma
Makoto Azuma (jap. 東信, Azuma Makoto; * 24. Juli 1976 in der Präfektur Fukuoka) ist ein japanischer Künstler und Florist.
Azuma schafft vornehmlich florale Installationen für Modenschauen, Edelboutiquen, Luxuskaufhäuser in Japan und den USA. Er stellt aber seit 2005 auch seine Kunstwerke in Galerien und Kunstforen aus. Ausgehend von der Tradition des Ikebanas schafft er neue Ausdrucksformen. Azuma kombiniert Blüten, Blätter, Pflanzenteile und ganze Pflanzen, um sie in ungewohnte Zusammenhänge zu bringen. So stellt er beispielsweise in Eisblöcken gefrorene Bonsaibäume aus. Seine meist schnell vergänglichen Kunstwerke hält er in Fotografien und Videos fest, die den Schaffensprozess dokumentieren.
Neben wenig erfolgreichen Versuchen als Rockmusiker arbeitete er zeitweilig als Florist und entdeckte schließlich für sich die Faszination der Blumenkunst. 2001 eröffnete Azuma im Tokioter Ginza-Viertel „Jardins de Fleurs“ – einen Haute-Couture-Blumenladen.

## Ausstellungen
- 2006 Nomadic Naights, Fondation Cartier Paris  (mit einer Performance des Entstehungsprozesses als Schattenspiel)
- 2007 white tree, Osaka,
- 2008 Botanical Sculpture, NRW-Forum Düsseldorf